# Zoë Më
Zoë Anina Kressler (Basilea, 6 d'octubre de 2000), coneguda professionalment com a Zoë Më, és una cantant i compositora suïssa.
El 2024, Kressler va guanyar els premis Artiste Radar d'RTS i SRF 3 al millor talent, que anteriorment havien guanyat artistes com Nemo i Marius Bear. Al llarg de la seva carrera, ha actuat en diversos esdeveniments, com ara el Festival de Jazz de Montreux i a Luzern Live, i també ha estat artista convidada en gires amb Remo Forrer i Joya Marleen.
El 5 de març de 2025, l'SRG SSR va anunciar que Kressler representaria Suïssa al Festival de la Cançó d'Eurovisió 2025 a Basilea amb la cançó «Voyage». Va actuar en la 19a posició a la final del 17 de maig de 2025.